# Francisco Polo
Francisco de Paula Polo Llavata conocido como Francisco Polo (Valencia, 9 de abril de 1981) es un empresario, político y activista LGTB español. Es también miembro de la ejecutiva del PSOE en la que asume desde junio de 2017 la Secretaría de Emprendimiento, Ciencia e Innovación.
Durante el primer gobierno del socialista Pedro Sánchez, Polo fue Secretario de Estado para el Avance Digital, integrado en el Departamento liderado por Nadia Calviño. Posteriormente, entre 2020 y 2023 fue Alto Comisionado para España Nación Emprendedora. En 2010 fue el creador de la plataforma Actuable fusionada en 2011 con Change.org. De 2011 a 2017 Polo asumió la dirección para España de la plataforma de peticiones en línea.

## Biografía
Nacido en Valencia y criado en Cataluña estudió Derecho en ESADE y posteriormente un Máster en Derecho en la misma institución académica. Con tan sólo 20 años fue coordinador de Amnistía Internacional en Barcelona y mientras preparaba sus estudios para la carrera diplomática, promovió en septiembre de 2007 desde su blog la campaña ciberactivista "Di NO a las bombas de racimo" que logró el compromiso del Gobierno para que España dejara de almacenar, fabricar y vender este tipo de armas. Tras dejar esos estudios, trabajó para diversas empresas, instituciones y partidos políticos.

### Trayectoria profesional
En octubre de 2007 trabajó como consultor asociado en la Sociedad de las Indias Electrónicas, una empresa especializada en la innovación, la inteligencia, las redes sociales que configuran la opinión pública y las nuevas herramientas tecnológicas. En 2009 empieza a trabajar en el Partido Socialista Obrero Español como asesor de la Secretaría de Asuntos Exteriores y Cooperación, en el comité de las elecciones europeas y en el observatorio de Internet.
En enero de 2010 creó la plataforma Actuable que fue calificada como la plataforma de activismo en línea de habla hispana con mayor crecimiento, y que en 2011 pasó de tener de 80 000 a 680 000 usuarios registrados. En menos de año y medio la start-up logró dos millones y medios de usuarios registrados. Entre los logros conseguidos por la plataforma, Actuable consiguió movilizar con su firma a más de 150 000 ciudadanos para rechazar la reforma de la Constitución Española sin un referéndum previo, petición que fue iniciada por el catedrático Vicenç Navarro. Otro de los logros se consiguió tras lograr que los hijos de parejas del mismo sexo nacidos por gestación subrogada pudieran ser inscritos en los consulados en el extranjero como españoles. En septiembre, Actuable y Change.org llegaron a un acuerdo para unirse y crear la mayor plataforma de activismo en línea del mundo, de la que Francisco Polo fue director para España.

### Trayectoria política
Después de varios años trabajando con el PSOE como asesor técnico primero en Secretaría de Política Internacional y posteriormente en la Secretaría de Organización, donde trazó la estrategia en línea dentro del proyecto del Observatorio de Internet del PSOE, en junio de 2017 asumió la Secretaría de Emprendimiento, Ciencia e Innovación del PSOE en la ejecutiva de Pedro Sánchez.
En marzo de 2019 se anunció que sería el número dos de la lista del Partido Socialista de Cataluña por Barcelona en las elecciones generales convocadas en 2019 encabezada por Meritxell Batet.

### Trayectoria institucional
El 19 de junio de 2018 fue nombrado Secretario de Estado para el Avance Digital en el Ministerio de Economía y Empresa liderado por Nadia Calviño. En enero de 2020, se reestructuró el Departamento, pasando a denominarse Ministerio de Asuntos Económicos y Transformación Digital. La vicepresidenta Calviño decidió dividir las competencias de la Secretaría de Estado en dos, no contando con Polo para ninguna de ellas.
Días más tarde, Polo fue nombrado Alto Comisionado para España Nación Emprendedora, cargo directamente dependiente del presidente del Gobierno, Pedro Sánchez. El Alto Comisionado fue suprimido en febrero de 2023 tras aprobarse la Ley de Startups.

## Activista LGTB
Polo ha explicado que sufrió bullying en el colegio por ser gay. En 2012, y tras un ataque contra el empresario Jesús Encinar en el Día Internacional contra la Homofobia,[cita requerida] decidió como muestra de solidaridad explicar en todos sus perfiles en redes sociales que era gay. En 2013 obtuvo el premio "Baeza Diversa" en la categoría de contribución social junto al diseñador Lorenzo Caprile (trayectoria empresarial), la galerista Topacio Fresh (proyección cultural), el cantante Rafael Ojeda "Falete", la política y activista feminista Ángeles Álvarez (contribución colectiva) y la organización Médicos Mundi (diversidades). Ese mismo año fue incluido por primera vez en la "Lista de los 50 gays más influyentes" de España junto a personalidades como Fernando Grande-Marlaska, Pedro Almodóvar, Jorge Javier Vázquez o Alejandro Amenábar.

## Controversia
Tras anunciarse que en las elecciones generales de 2019 ocuparía el puesto número dos de la lista del Partido Socialista de Catalunya por Barcelona, mujeres socialistas reclamaron que se desmarque de su apoyo a los vientres de alquiler por considerarla una posición contradictoria con las políticas que defiende la vicepresidenta del gobierno socialista y Ministra de Igualdad Carmen Calvo.